# Pont Régemortes
Le pont Régemortes est un pont en pierre au-dessus de l'Allier, à Moulins, dans le département homonyme. Il porte le nom de Louis de Règemortes, l'ingénieur qui l'a conçu et construit au milieu du XVIIIe siècle. Pont innovant pour son époque, il fut le premier à résister aux fortes crues de la rivière. Il fait l'objet d'une inscription au titre des monuments historiques depuis 1946.

## Construction du pont
En 1750, Louis de Régemortes, ingénieur des turcies et levées de la Loire, fut chargé d'étudier le projet d'un pont destiné à remplacer celui qui avait été dessiné par Jules Hardouin-Mansart en 1705 et qui avait été emporté par la crue de 1710 avant même d'être terminé. 
Les ponts à Moulins, comme la plupart de ceux qui étaient situés en aval de Vichy, ont au cours de l'histoire régulièrement été emportés par les violentes crues de l'Allier. 
Fort de son expérience sur la Loire et de l'échec du pont de Mansart, il constate que l'effondrement des ponts est dû à la puissance des crues mais également à la mobilité et à l'épaisseur des sables sur lesquels il repose, pouvant atteindre jusqu'à 16 m. Les pilotis, sur lesquels reposaient les piles des précédents ponts ne pouvaient pas atteindre la couche de roche dure. 
De 1750 à 1753, Régemortes établit un projet, qui fut approuvé par la municipalité de Moulins puis par un arrêt du Conseil du roi le 6 mai 1753. Ce projet comporte deux innovations :
- un radier général, déjà employé mais à plus petite échelle sur la Vienne, qui va apporter une bonne rigidité artificielle[1] ;
- une large ouverture pour le passage des eaux avec 253 mètres[1] (pour une longueur totale d'environ 300 mètres) alors que le pont de Mansart n'en prévoyait que 113 mètres)[1].

Les travaux vont durer dix ans, de 1753 à 1763. Régemortes fait détruire le quartier de la Madeleine en rive gauche, et y creuse, protégé de la rivière par un mur, la risberme, la première partie du radier sur une profondeur de 1,65 mètre et une largeur de 34 mètres. Une première moitié de pont est construite côté rive gauche, entre 1753 et 1759. Une fois achevée, il fait construire une digue légère pour orienter le débit de la rivière sous cette partie du nouveau pont et permettre la construction d'un radier côté rive droite puis de la seconde moitié du pont. L'ouvrage complet est achevé en 1763. Les déblais extraits de la rivière pour y placer le radier servent à la construction de digues côté rive droite pour protéger la ville de Moulins des crues.
Le pont mesure alors 300 mètres entre nus de culées avec treize arches de 19,5 mètres. C'est le premier pont de grande dimension qui ait été construit sur un radier général avec un tablier horizontal et droit. Le profil de travers offrait 7,78 m de chaussée, avec des trottoirs de 2,30 m chacun et un parapet de 72 cm. 

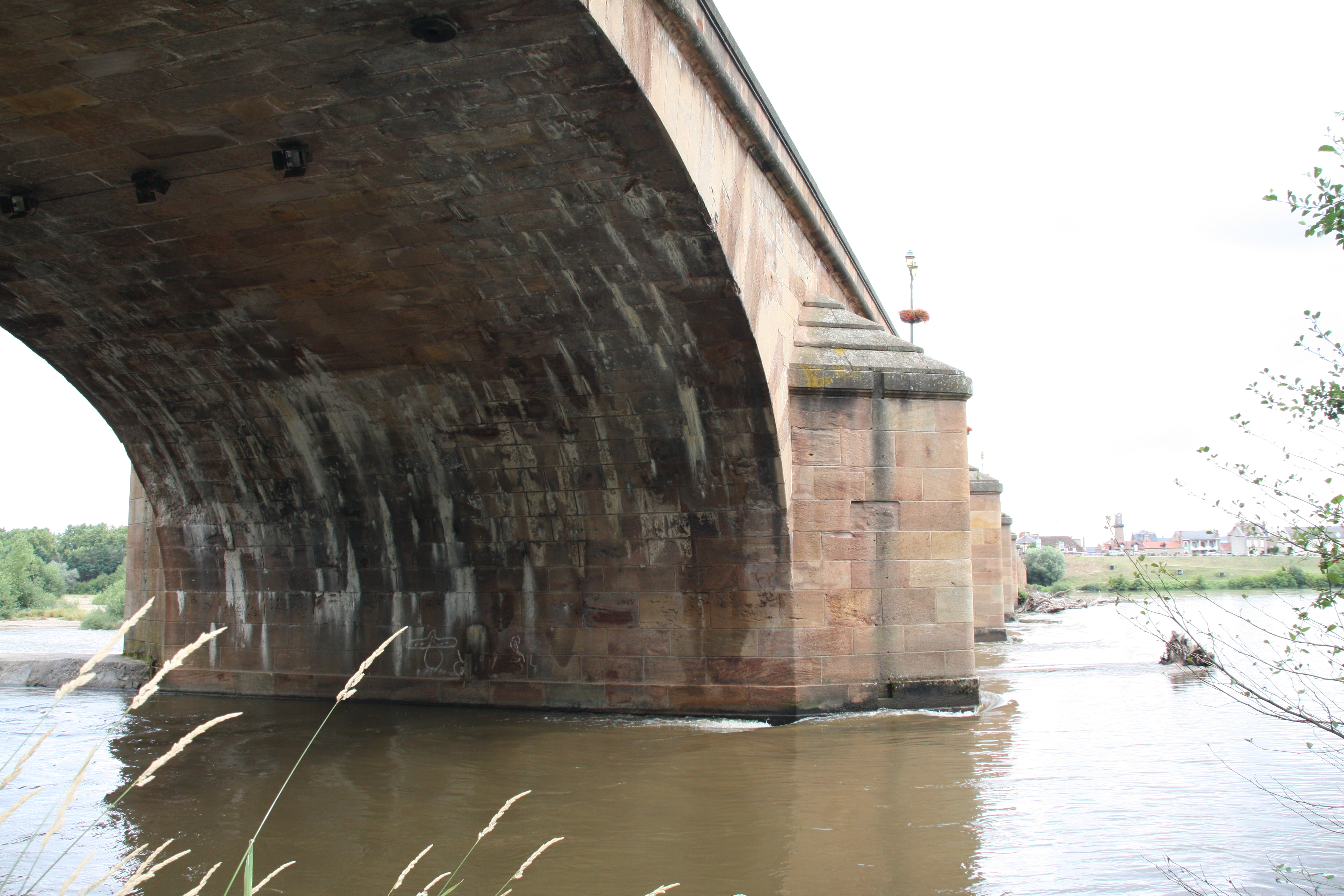
Arche du pont Régemortes.

En 1771, Régemortes a publié un volume richement illustré décrivant la construction du pont de Moulins et les techniques utilisées.

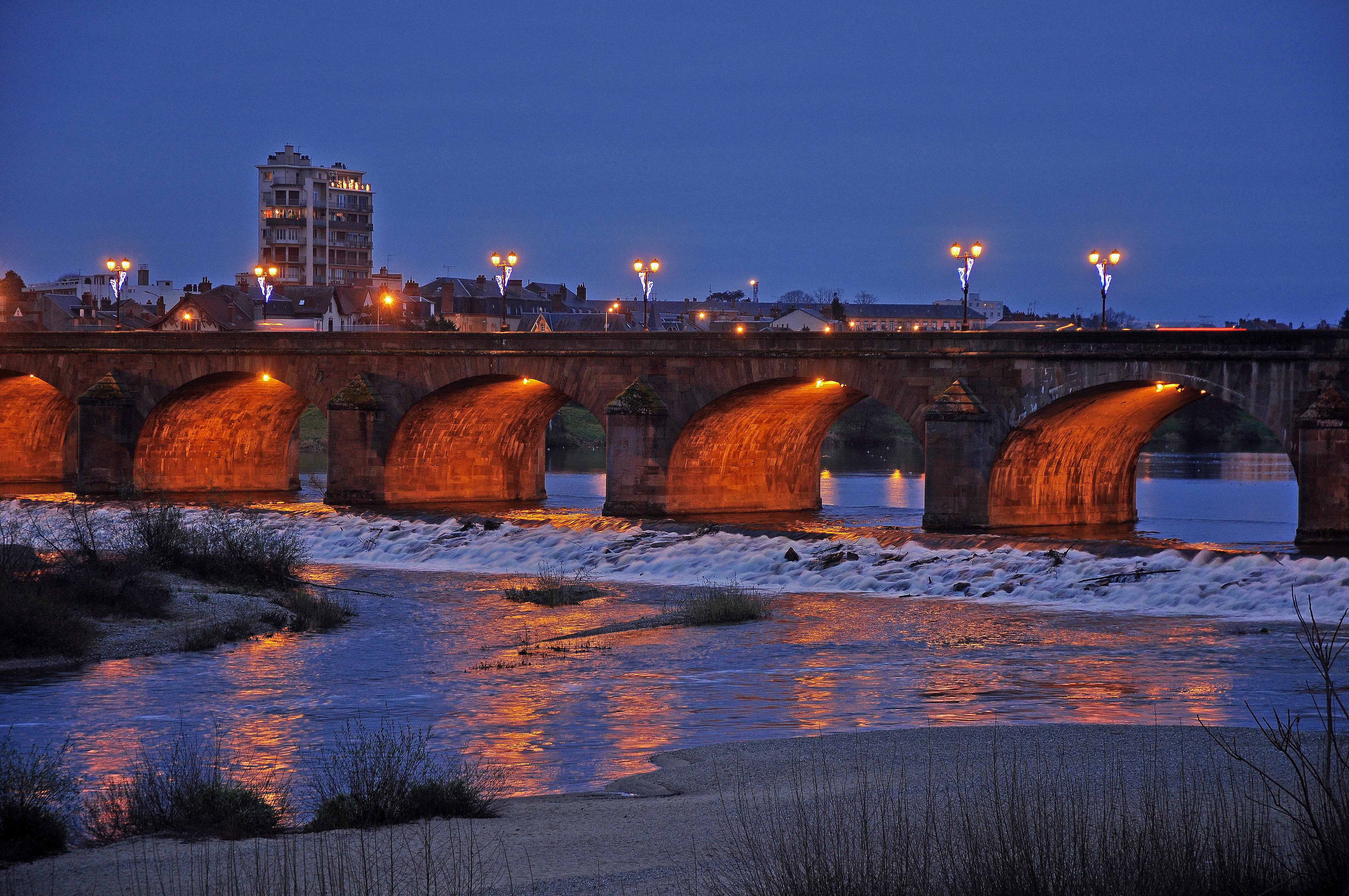
L'Allier traverse la ville de Moulins.

## Depuis la construction

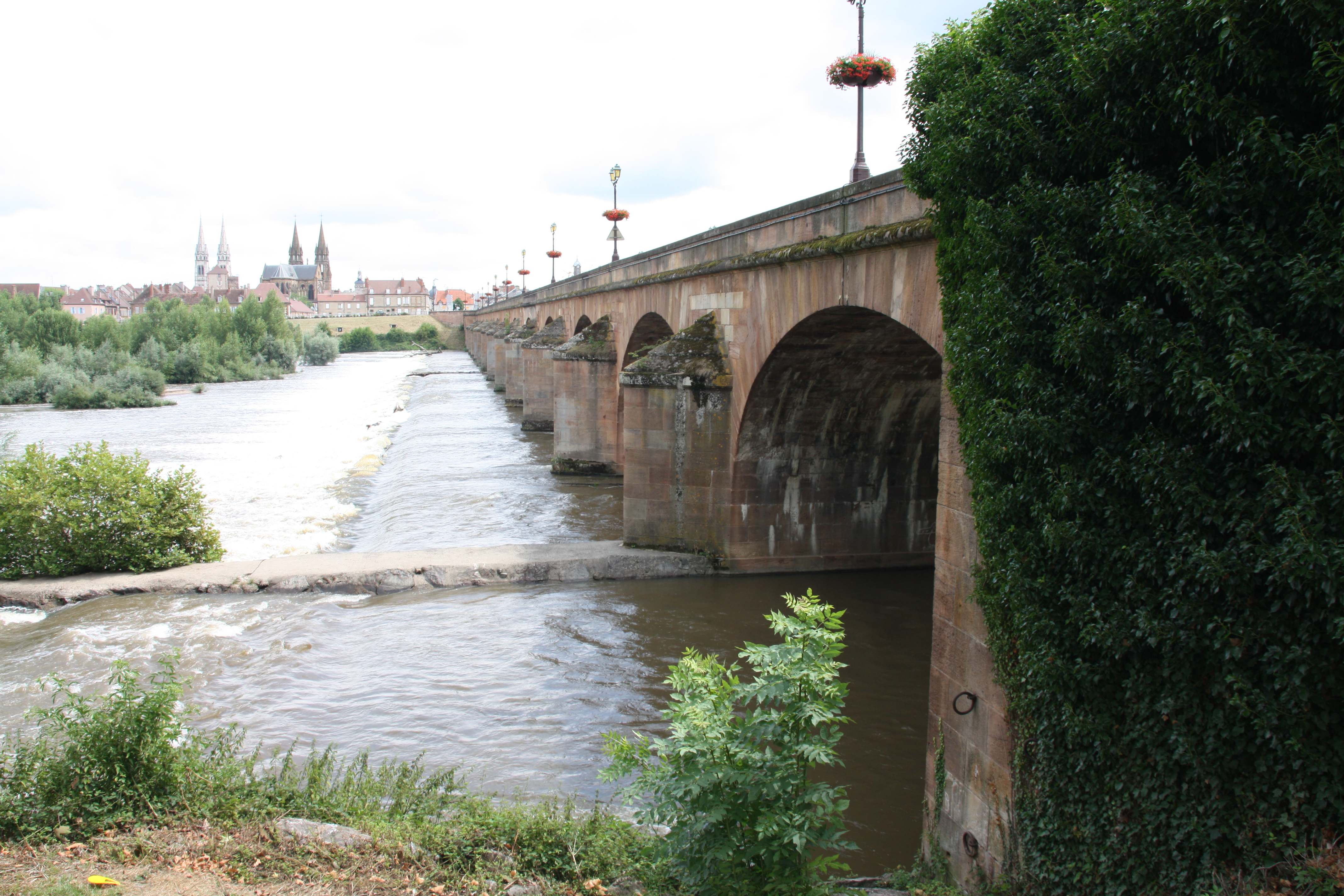
Le pont, côté aval.

Le pont résistera jusqu'à nos jours à toutes les crues dont les deux crues exceptionnelles de 1790 et de 1866, et a servi de modèle pour le pont de Loire à Nevers et le pont-canal du Guétin. 
Jusqu'à l'achèvement en 1859 du pont ferroviaire (dit Pont de fer  ou Pont noir) situé en amont, il sera le seul pont de Moulins et environs franchissant l'Allier. 

### Seconde Guerre mondiale
Lors de la Seconde Guerre mondiale, le colonel d'Humières était chargé de la défense du secteur de Moulins. Il décida, contre l'avis du maire, René Boudet, qui souhaitait une « ville ouverte », d'établir une ligne de défense sur la rive gauche de l'Allier et de miner une des arches du pont, la cinquième en partant de la rive gauche, en disposant dessus six tonnes de nitrite.
Quand les Allemands envahirent la ville en provenant de Nevers et de la rive droite, le 18 juin, il fit sauter l'arche du pont, à 14 h 10, pour empêcher, la traversée des troupes allemandes. Le souffle de l'explosion détruisit de nombreuses vitres de Moulins, dont celles de la salle du conseil municipal, alors en réunion extraordinaire.
Une passerelle en bois sera assez rapidement installée et l'arche no 9 sera reconstruite en béton et blocs de pierres quelques mois plus tard, fin 1940, par les ingénieurs TPE Marme et Gervois,. 
Durant l'Occupation, cette partie de la rivière Allier marquait la ligne de démarcation qui séparait la France en deux, une zone occupée au nord et à l'ouest et zone libre au sud. La ligne séparait également le quartier de la Madeleine (seule partie de Moulins en zone libre) du reste de la ville. Le pont Régemortes sera un des principaux points de passage.
Ne peuvent alors franchir le pont que les possesseurs de laisser-passer. Outre les contrôles de l'armée puis de la douane allemande, la gendarmerie française contrôle elle aussi le pont, pour lutter contre le marché noir. Le passage clandestin seul ou avec l'aide de passeurs à travers la rivière est alors la seule solution pour ceux qui ne possèdent pas de laisser-passer.

### Après guerre
Le pont fait l'objet d'une inscription au titre des monuments historiques par arrêté du 17 juillet 1946.
L'exploitation de gravières après guerre, contribueront à l'abaissement du lit de l'Allier, fragilisant le radier. Pour le renforcer, un seuil d'enrochement sera créé et du béton sera injecté.

## Tourisme
La vue à l'entrée du pont en arrivant depuis l'ouest, côté rive gauche, offre un alignement particulièrement remarquable de quatre flèches issues des deux principaux édifices religieux de la ville :
- le double clocher symétrique de la cathédrale de Moulins ;
- le double clocher symétrique de l'église du Sacré-Cœur.

Même si ce dernier est moins haut, l'effet de perspective contribue à ce que les quatre flèches paraissent depuis cet angle de vue de même hauteur.

## Désengorgement du pont Régemortes
Afin de désengorger la circulation sur le pont Régemortes (plus de 22 000 véhicules par jour), le conseil départemental de l'Allier, la communauté d'agglomération Moulins Communauté et la ville de Moulins ont conçu un projet d'aménagement urbain incluant la création d'un nouveau franchissement de l'Allier en aval du pont existant. Inauguré le 18 novembre 2023, ce pont — qui n'a pas encore de nom — est ouvert à la circulation depuis le 20 novembre.